# Uno Danielsson
Rolf Uno Danielsson, född 8 juli 1932 i Sölvesborg, är en svensk handbollsspelare. Han är högerhänt och spelade mittnia i anfall.

## Karriär
Uno Danielsson växte upp i Kristianstad och började spela handboll i Näsby IF:s pojklag 1944. Han började spela som målvakt och stod bland annat i en junior-dm final i Skåne. Senare spelade han som utespelare, först som linjespelare, sedan kantspelare för att sluta som niometersspelare. Första större framgången var en final i SM för svenska läroverk. Han var en av de viktigaste spelarna i laget då Näsby IF tog sig till allsvenskan 1950. Han debuterade i landslaget 1950 i en landskamp i Lund mot Danmark, det blev svensk seger 17–9 och Uno Danielsson gjorde två mål. Han spelade för Näsby tills de åkte ur serien 1953 och flyttade sedan till Stockholm och spel i AIK. Där blev han några säsonger innan han fick en anställning på Åkerlund & Rausing i Lund och värvades till Lugi. Det var i Lugi han fick sitt stora genombrott som handbollsspelare. Han spelade i Lugi i tio säsonger 1955–1965. Under sex av dessa blev han lagets bästa målskytt och sammanlagt blev det 757 mål. Han var med och förde upp klubben från division fyra till allsvenskan på några år. Totalt gjorde Uno 146 matcher och 518 mål i Allsvenskan.
Det blev inte många landskamper efter 1950 för Danielsson förrän i slutet av 1950-talet. Lugi spelade ju i de lägre divisionerna. Men med Lugi i allsvenskan kom Uno Danielsson att bli bofast i landslaget. Han var med i VM 1958 och tog guld. Han var också med i VM 1961 och tog brons. Uno Danielsson var också en god spelare utomhus och deltog i VM utomhus 1955 och 1959. Det blev 60 landskamper 1950–1962. Uno är Stor Grabb. Uno Danielsson var duktig friidrottare i KFUM Kristianstad, han var snabb (10,9 sekunder på 100 m löpning), spänstig (7 meter i längdhopp) och hade mycket gott spelsinne. Gamle förbundskaptenen Bengt "Bengan" Johansson har gett uttryck för åsikten att Uno Danielsson var Sveriges bästa handbollsspelare genom tiderna. Uno Danielsson sågs som världens bästa handbollsspelare åren kring 1960.